# Stéphanie-Marie Degand
Pour les articles homonymes, voir Degand.
Stéphanie-Marie Degand, née en 1974 à Caen (France), est une violoniste et cheffe d'orchestre française.

## Biographie
Née en 1974 à Caen, Stéphanie-Marie Degand commence à apprendre la musique à partir de quatre ans et entre trois ans plus tard dans la classe de violon de Jean-Walter Audoli, au conservatoire de Caen. Elle rejoint en 1990 la classe de violon de Jacques Ghestem au conservatoire national supérieur de musique de Paris, alors qu'elle est encore lycéenne à Caen. Elle étudie aussi la musique baroque dans les classes de William Christie et du violoniste Patrick Bismuth. Elle se produit régulièrement comme premier violon du Concert d'Astrée de 2001 à 2006,. Le compositeur Éric Tanguy lui dédie en 1999 sa Sonata breve qu'elle crée le 7 mars 2000 avec Radio France à Paris. Elle l'enregistre deux ans plus tard dans un CD intitulé De Biber À Tanguy - Œuvres Pour Violon.
En 2005, elle est nommée dans la catégorie « soliste instrumentale » des Victoires de la musique classique. 
Elle commence à enseigner en 2007 au conservatoire de Caen et en 2012 au Conservatoire national supérieur de musique et de danse de Paris.
Elle fonde en 2017 l'ensemble musical La Diane française, qui a pour objectif d'interpréter le répertoire musical français, du baroque au contemporain. Elle dirige également cette formation, ainsi que l'orchestre philharmonique de Liège, Les Violons du Roy ou l'orchestre d'Auvergne, du violon. Depuis 2016, elle est également cheffe assistante de plusieurs opéras, au Théâtre des Champs-Élysées et à l'Opéra-Comique.
En 2020, elle publie chez NoMadMusic, avec la claveciniste Violaine Cochard, un enregistrement des Sonates pour violon et clavecin de Bach,.
Stéphanie-Marie Degand joue deux violons italiens qui sont attribués aux luthiers Enrico Catenari (1710) et Gennaro Gagliano (1756).